# Oxybleptella
Oxybleptella is een geslacht van rechtvleugeligen uit de familie veldsprinkhanen (Acrididae). De wetenschappelijke naam van dit geslacht is voor het eerst geldig gepubliceerd in 1894 door Giglio-Tos.

## Soorten
Het geslacht Oxybleptella  is monotypisch en omvat slechts de volgende soort:
- Oxybleptella sagitta (Giglio-Tos, 1894)